# 1588
1588 (MDLXXXVIII) var ett skottår som började en fredag i den gregorianska kalendern och ett skottår som började en måndag i den julianska kalendern.

## Händelser

### April
- 4 april – Vid Fredrik II:s död efterträds han som kung av Danmark och Norge av sin son Kristian IV.

### Maj
- 12 maj – Journée des Barricades äger rum i Paris.

### Juni
- 8 juni – Thomas Cavendish gör anspråk på Sankta Helena för England.[1]

### Juli
- 30 juli – Den spanska armadan går under i Engelska kanalen när Spanien försöker invadera England.

### Okänt datum
- Kärntornet på Stockholms slott förses med riksemblemet, de tre kronorna, som ger slottet dess namn.
- Stockholm nås av en ny pestepidemi.

## Födda
- 5 april – Thomas Hobbes, engelsk filosof.
- 28 maj – Pierre Séguier, fransk politiker.
- 28 juni – Peder Gustafsson Banér, svenskt riksråd.
- 8 september – Marin Mersenne, fransk filosof och matematiker.
- 24 december – Konstantia av Steiermark, gift med Sigismund.
- Okänt datum – Catherine de Vivonne, markisinnan de Rambouillet, grundare av den litterära salongen.

## Avlidna
- 4 april – Fredrik II, kung av Danmark och Norge sedan 1559.
- 8 augusti – Alonso Sánchez Coello, spansk målare.
- Doamna Chiajna, rumänsk furstinna och regent.

### Fotnoter
1. ↑  World Statesmen (läst 4 april 2011)